# Spiennes
Spiennes (pronunciación en francés: /spjɛn/; en valón: Spiene) es un deelgemeente de la ciudad belga de Mons, en la provincia de Henao, Valonia. Fue un municipio separado hasta 1977.

## Demografía
| Gráfica de evolución de Spiennes entre 1831 y 1976 |
|                                                    |
| Fuente: Statbel                                    |

## Patrimonio
La localidad es conocida por sus minas neolíticas de sílex, Patrimonio de la Humanidad desde el año 2000.